# Andréi Kárlov
Andréi Guennádievich Kárlov (en ruso: Андрей Геннадьевич Карлов; Moscú, 4 de febrero de 1954-Ankara, 19 de diciembre de 2016) fue un diplomático ruso que desempeñaba el cargo de embajador de Rusia en Turquía hasta su asesinato durante una exposición fotográfica.

## Biografía
Se graduó en el Instituto Estatal de Relaciones Internacionales de Moscú en 1976. Ese mismo año se incorporó al servicio diplomático. En 1992, se graduó en la Academia Diplomática del Ministerio de Asuntos Exteriores de Rusia.
Hablaba coreano e inglés con fluidez. Desempeñó diversos cargos en la embajada de la Unión Soviética en Corea del Norte entre 1979 y 1984, y desde 1986 hasta 1991. Entre 2001 y 2006 fue embajador de Rusia en dicho país. Entre 1992 y 1997 había trabajado en la embajada rusa en Corea del Sur.
De 2007 a 2009, fue subdirector del Departamento Consular del Ministerio de Exteriores. Fue promovido a director del departamento en enero de 2009, y nombrado embajador en Turquía en julio de 2013. Durante su cargo como embajador intentó mejorar las relaciones bilaterales entre ambos países, enfrentados por sus diferencias sobre la guerra civil siria, y empeoradas por el derribo del Sukhoi Su-24 de la Fuerza Aérea de Rusia en noviembre de 2015. Kárlov impulsó la creación de diversos foros, así como la organización de paneles y conferencias para mejorar las relaciones en cuestiones de economía, energía y cultura. Él culpó a Turquía por el derribo del avión ruso, y no fue hasta junio de 2016 que se normalizaron las relaciones diplomáticas. Durante una entrevista dos meses después del incidente, Karlov también afirmó que no había pruebas de que aviones de guerra rusos bombardearan a civiles en Siria.

## Muerte

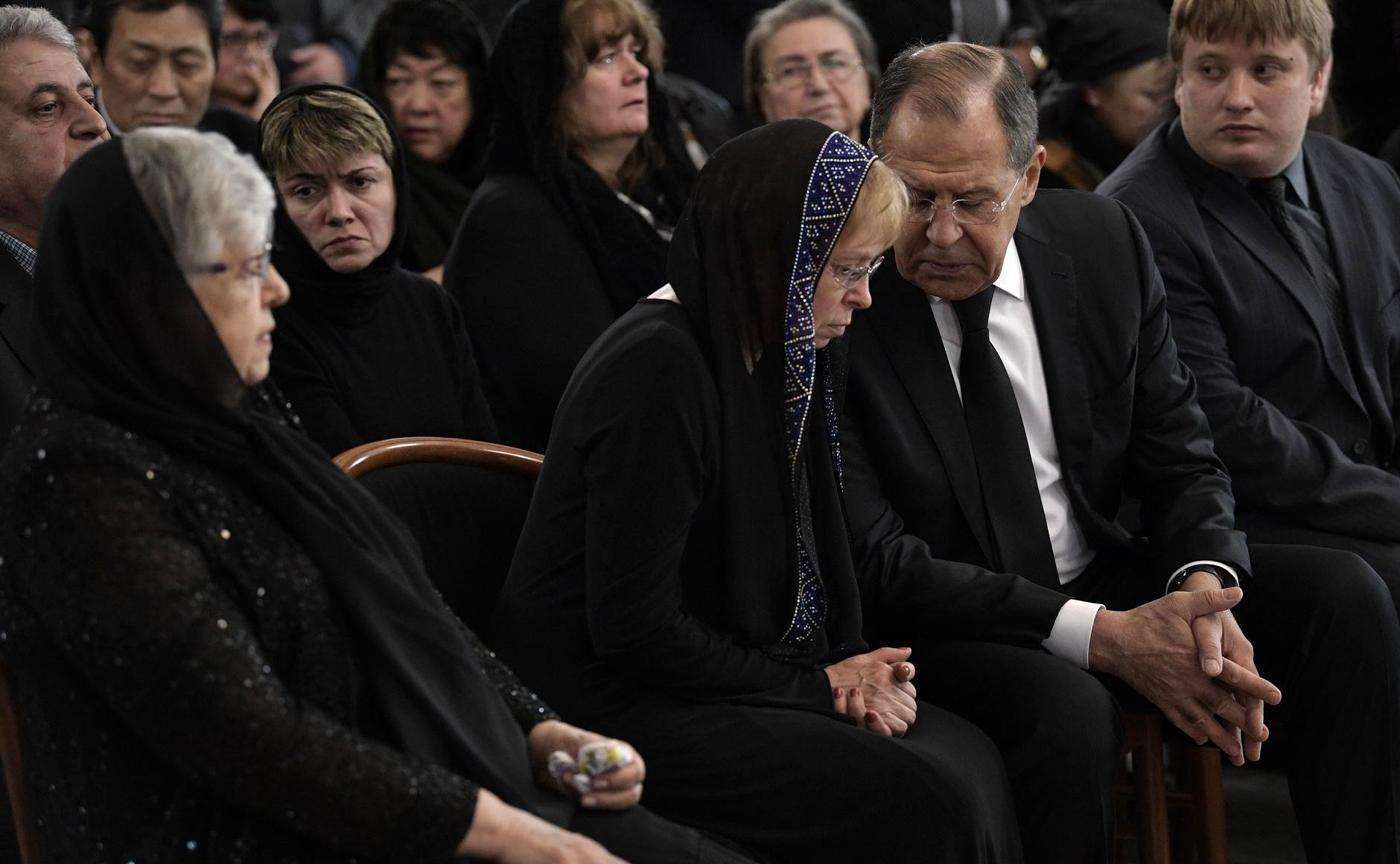
La viuda (centro) y la madre (izquierda) de Kárlov, junto al ministro de Exteriores Serguéi Lavrov durante el funeral.

El 19 de diciembre de 2016 fue tiroteado por la espalda por Mevlüt Mert Altıntaş, un policía de 22 años de edad en su entonces, cuando se encontraba dando un discurso en una exposición fotográfica en Ankara, llamada Rusia vista por los turcos. Otras tres personas fueron también heridas. Kárlov fue trasladado a un hospital pero murió a consecuencia de los disparos.
Según un video publicado por la televisión turca del momento del asesinato, el atacante gritaba Al·lahu-àkbar y hacía referencias a una «venganza» por Alepo, Siria: «¡No se olviden de Alepo, no se olviden de Siria! Mientras nosotros no estemos todos seguros, ustedes tampoco sentirán seguridad. ¡Vuelvan, vuelvan! Todos aquellos que compartan esta opresión y tortura pagarán por ello». Fue abatido por la policía una hora y media más tarde. Su identidad fue anunciada por el alcalde de Ankara, Melih Gökçek.
El asesinato ocurrió después de varios días de protestas por parte del pueblo turco contra la participación de Rusia en la guerra civil siria y la batalla por dicha ciudad, aunque los gobiernos ruso y turco habían estado negociando cooperativamente hacia un alto el fuego.  Fue el cuarto embajador de Rusia que muere asesinado mientras estaba en ejercicio; el primero fue Aleksandr Griboyédov en 1829.
Su cuerpo fue enviado a Moscú al día siguiente, siendo recibido por los ministros de Relaciones Exteriores de Rusia, Serguéi Lavrov, y de Turquía, Mevlut Cavusoglu. También estuvieron presentes Marina y María Kárlov, la viuda y la madre. El 22 de diciembre se realizó su funeral en la Catedral de Cristo Salvador de Moscú, con presencia de Vladímir Putin.

## Vida personal
Estaba casado y tenía un hijo. Su hijo Gennady se graduó del Instituto Estatal de Relaciones Internacionales de Moscú y trabaja en el departamento de consulados en la embajada rusa en Corea del Norte. Karlov era cristiano ortodoxo.

## Premios y homenajes
Karlov fue galardonado con la Orden de Serafín de Sarov, en su 3.º grado, por su rol en el establecimiento de una iglesia ortodoxa rusa en Pionyang mientras era embajador en Corea del Norte, establecida gracias a discusiones con Kim Jong-il. La catedral fue consagrada en 2006. El 21 de diciembre de 2016, un día después de su muerte, fue premiado póstumamente como Héroe de la Federación Rusa por el Kremlin.
La ciudad de Ankara anunció que la exhibición de fotografía donde fue asesinado llevará su nombre. El ministro de Relaciones Exteriores de Turquía, Mevlüt Çavuşoğlu, declaró que la calle Karyağdı, donde se encuentra la embajada rusa, será renombrada Kárlov.